# 이에나교
이에나 다리(프랑스어: Pont d'Iéna, 퐁디에나)는 프랑스 파리의 센강을 가로지르는 다리이며 센강 이남지역의 에펠탑과 이북 지역의 트로카데로 정원이 있는 트로카데로 지구를 연결한다.

## 역사
1807년 바르샤바에서 발표된 제국 칙령에 따라 나폴레옹 1세는 군사 학교(École militaire)가 내려다보이는 다리 건설을 명령했고, 마르스 광장과 군사학교 다리 (pont de l'École militaire) 등 이전에 고려된 다른 이름은 무시하고 1806년 예나 전투에서 승리한 이름을 따서 이 다리에 이름을 붙였다.
연합군이 파리를 점령하는 동안 프로이센의 블뤼허 장군은 프랑스가 프로이센을 상대로 승리를 거두면서 이름이 붙여진 이에나 다리(Pont d'Iéna)를 파괴하려고 했다. 파리 총독은 블뤼허의 마음을 바꾸기 위해 온갖 노력을 다했지만 성공하지 못했고 결국 탈레랑페리고르에게 가서 장군에게 다리를 파괴하지 말라는 편지를 쓸 수 있는지 물었다. 대신 탈레랑페리고르는 파리에 직접 참석한 알렉산드르 1세에게 편지를 보내 파리 시민들에게 새로운 이름(Pont de l'École militaire)으로 다리를 개통하는 호의를 베풀어 달라고 부탁했다. 알렉산드르 1세는 이를 받아들였고, 블뤼허는 동맹국이 개통한 다리를 파괴할 수 없었다. 다리의 이름은 탈레랑페리고르의 선동으로 루이 필리프 1세에 의해 원래 이름으로 되돌아갔다.

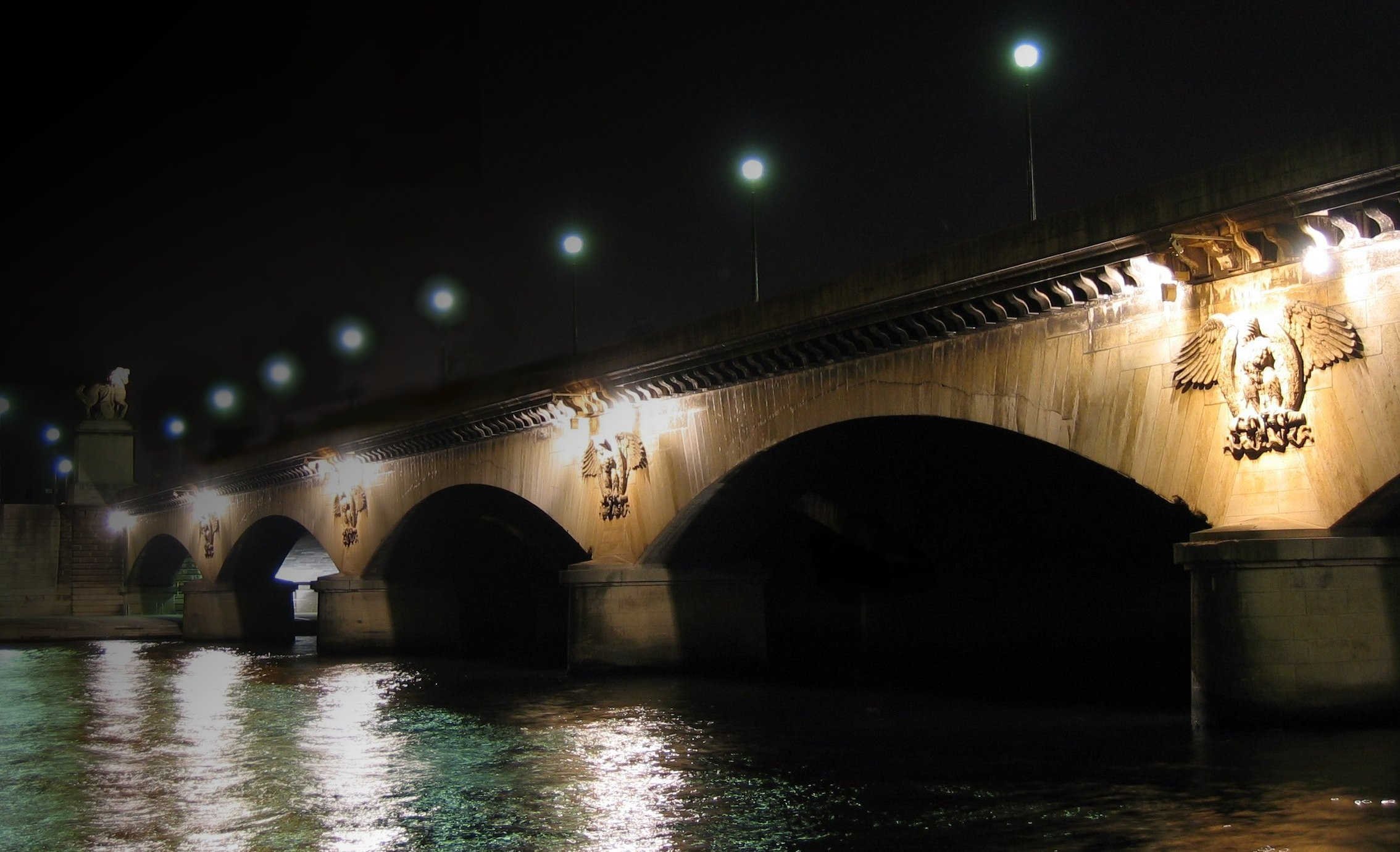
야간에 촬영한 이에나 다리, 독수리 부조가 눈에 띈다.

다리 구조는 호 길이가 28m인 아치 5개와 교각 4개로 설계되었다. 첫 건설 당시엔 막대한 비용이 소요되어 국가에서 전액 자금을 조달했으며 1808년부터 1814년까지 6년에 걸쳐 지어졌다.
다리 측면을 따라 있는 팀파눔은 원래 François-Frédéric Lemot가 개념화하고 Jean-François Mouret가 조각한 독수리로 장식되었다. 독수리는 1815년 프랑스 제1제국이 멸망한 직후 왕실 문자 "L"로 대체되었으나 1852년 나폴레옹 3세가 제 프랑스 제2제국의 왕위에 오르자 이번에는 조각가 앙투안루이 바리에 의해 왕실의 "L"문자 대신 독수리로 새로 장식되었다.

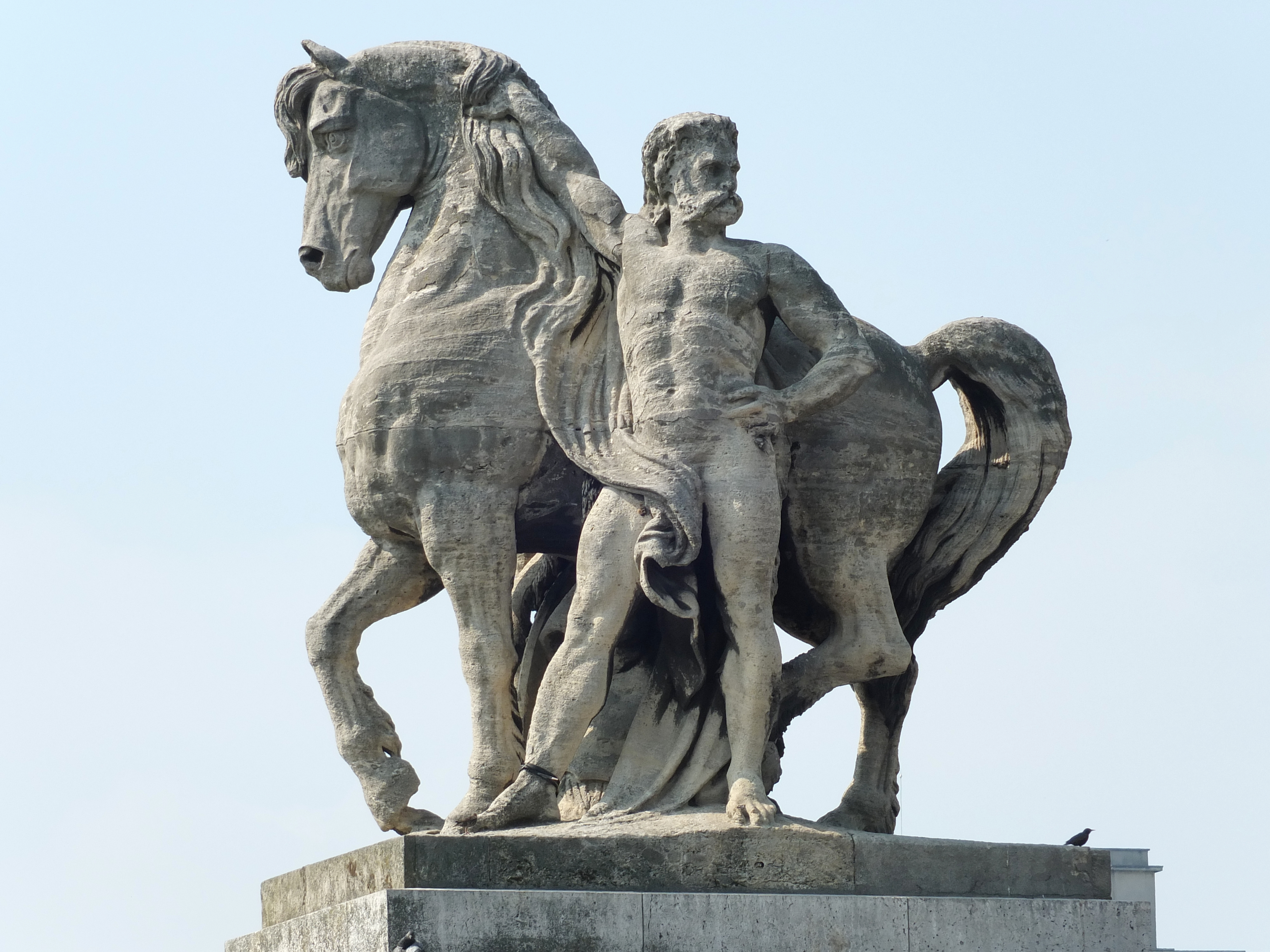
앙투안오귀스탱 프레오의 갈리아 전사상
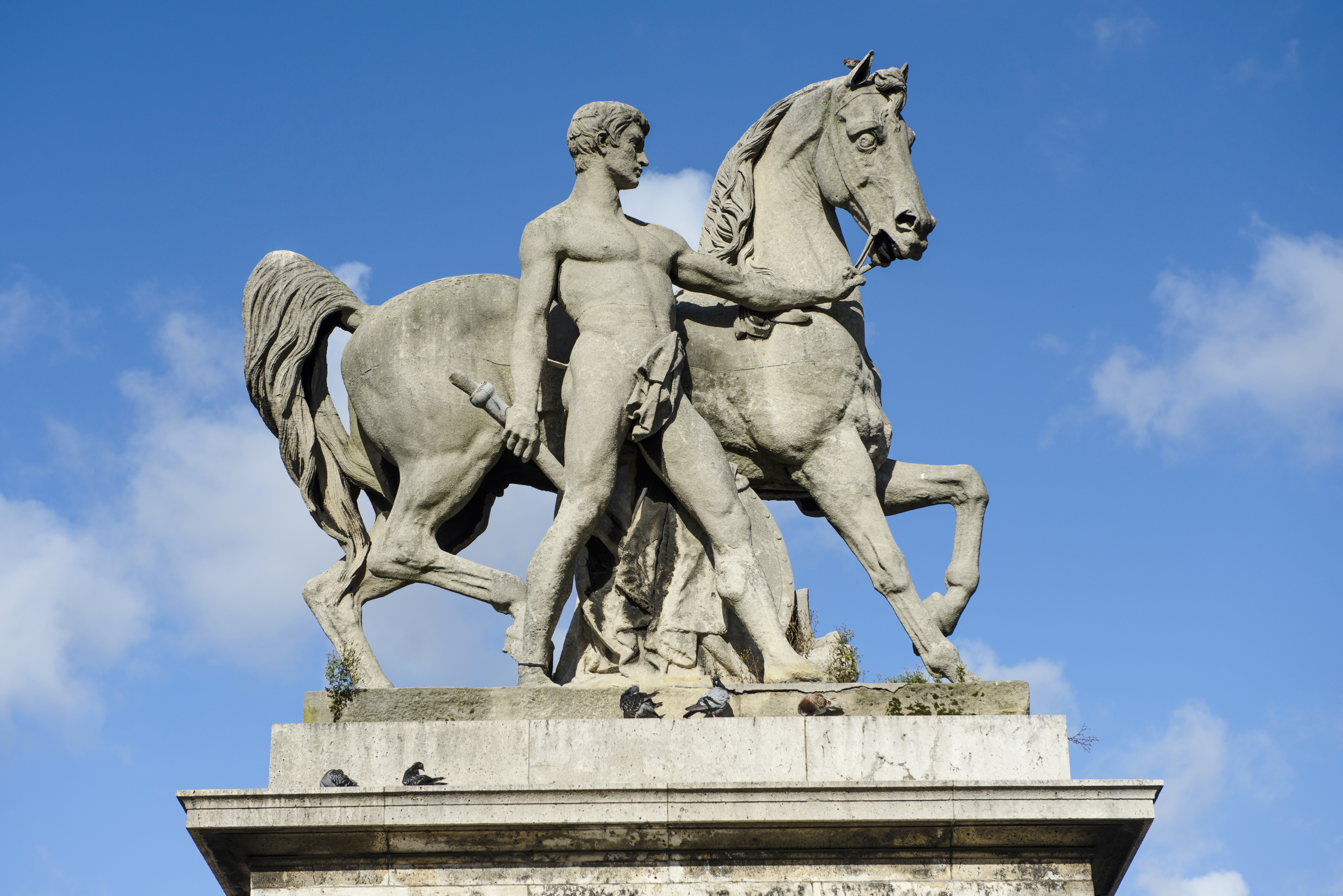
루이조제프 도마스가의 고대 로마 전사상
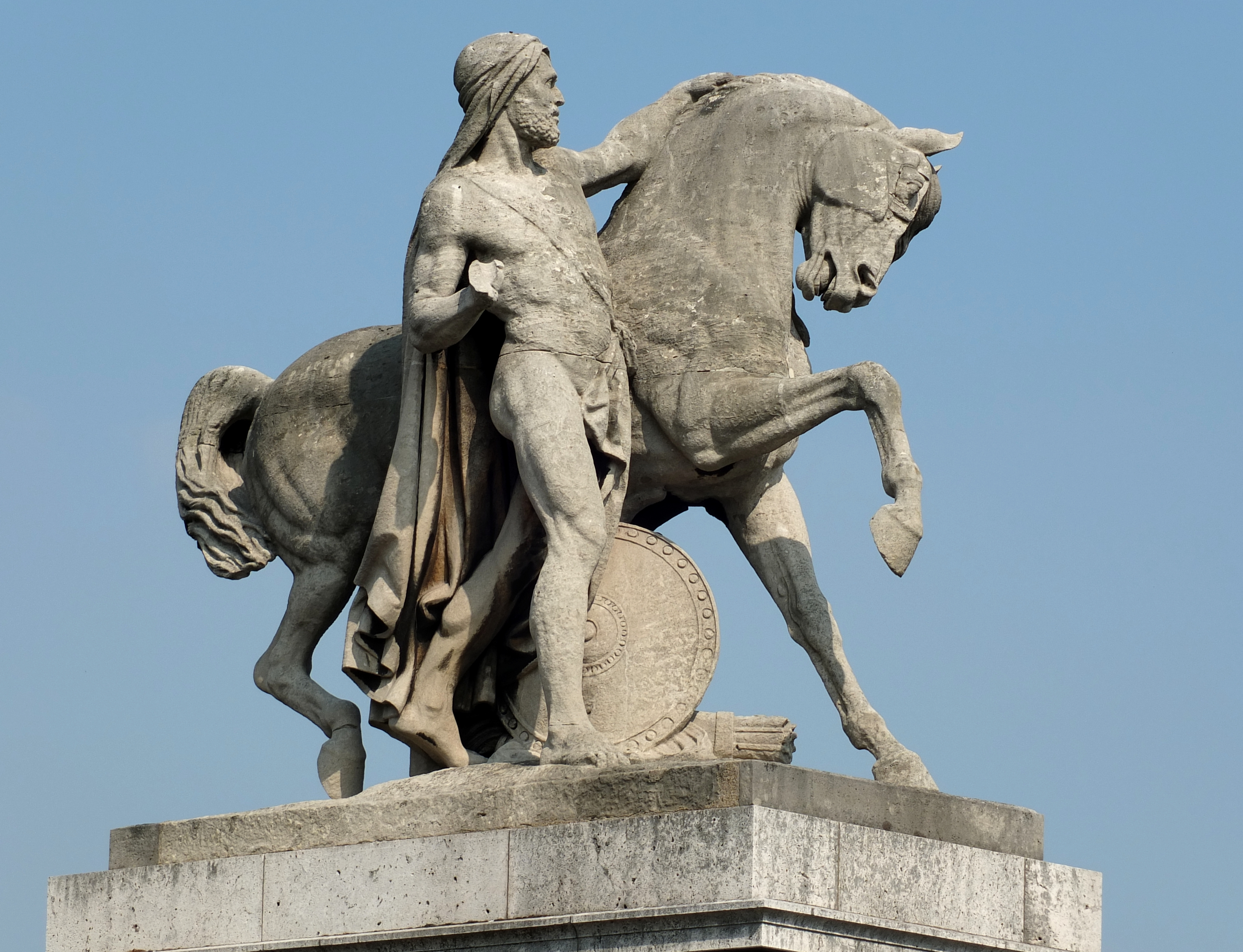
장자크 푀셰르의 아랍 전사상
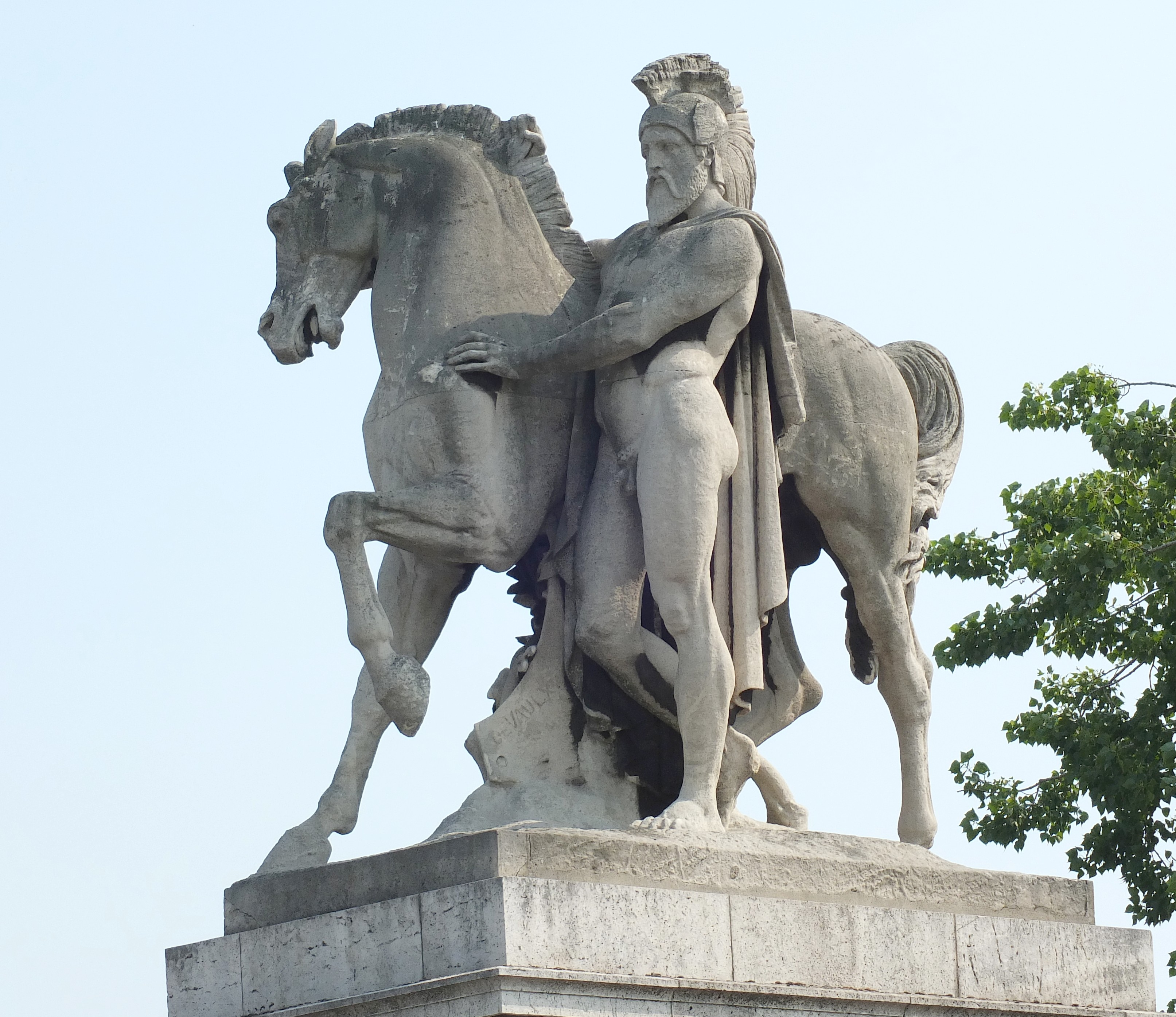
프랑수아 테오도르 드보의 그리스 전사상

1853년에 세워진 다리의 양 끝에는 4개의 조각상이 각각의 기둥 위에 놓여 있다. 이북 지역의 기둥 위에는 앙투안오귀스탱 프레오의 갈리아 전사상과 루이조제프 도마스의 고대 로마 전사상이 있고 이남지역의 기둥 위에는 장자크 푀셰르의 아랍 전사상과 프랑수아테오도르 드보의 그리스 전사상이 있다.
19세기 후반에 접어들면서 다리의 부족한 수용력이 큰 문제로 대두되기 시작했다. 트로카데로, 오퇴유, 파시 지역의 확장으로 교통량이 증가함에 따라 구조물(포장을 포함한 너비가 14m 이하)을 내구성 있게 확장해야 할 필요가 생겼다.
1937년에 이르러서야 곧 있을 세계 박람회를 대비하여 프랑스 정부는 다리의 내구성을 강화하려고 했다. 계획된 40미터에서 단 35미터로 축소된 확장 작업 뿐만 아니라, 두 개의 추가 콘크리트 요소를 양쪽 끝에 배치하여 금속 거더로 기존 교량에 연결하여 교량을 변형시켰다. 콘크리트 팀파눔을 보호하기 위해 석면이 사용되었고, 다리를 확장하는 동안 독수리 부조는 제자리에 다시 배치되었으며, 그에 따라 4개의 조각상들은 재배치되었다.
이에나 다리는 1975년부터 프랑스 사적의 보충 등록부에 속해 있다.
이에나 다리의 계단은 영화 《007 뷰 투 어 킬》에서 제임스 본드(로저 무어)가 암살자를 쫓아 납치된 르노 11 택시를 이에나 다리 계단 아래로 몰고 내려가는 장면이 나오면서 영화 팬들 사이에서 '르노 계단'으로 알려져 있다.

## 갤러리

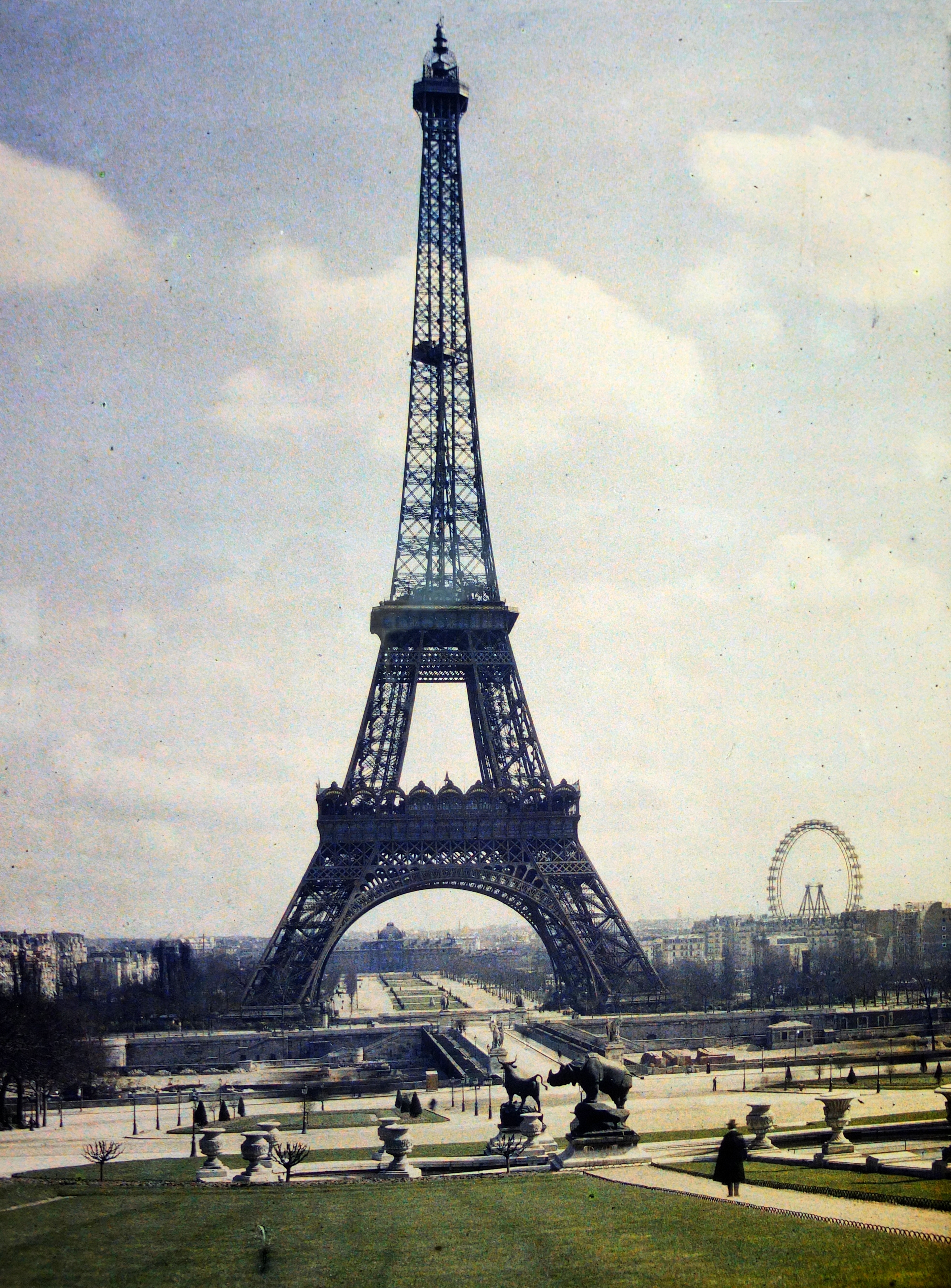
1914년에 촬영한 에펠탑과 이에나 다리
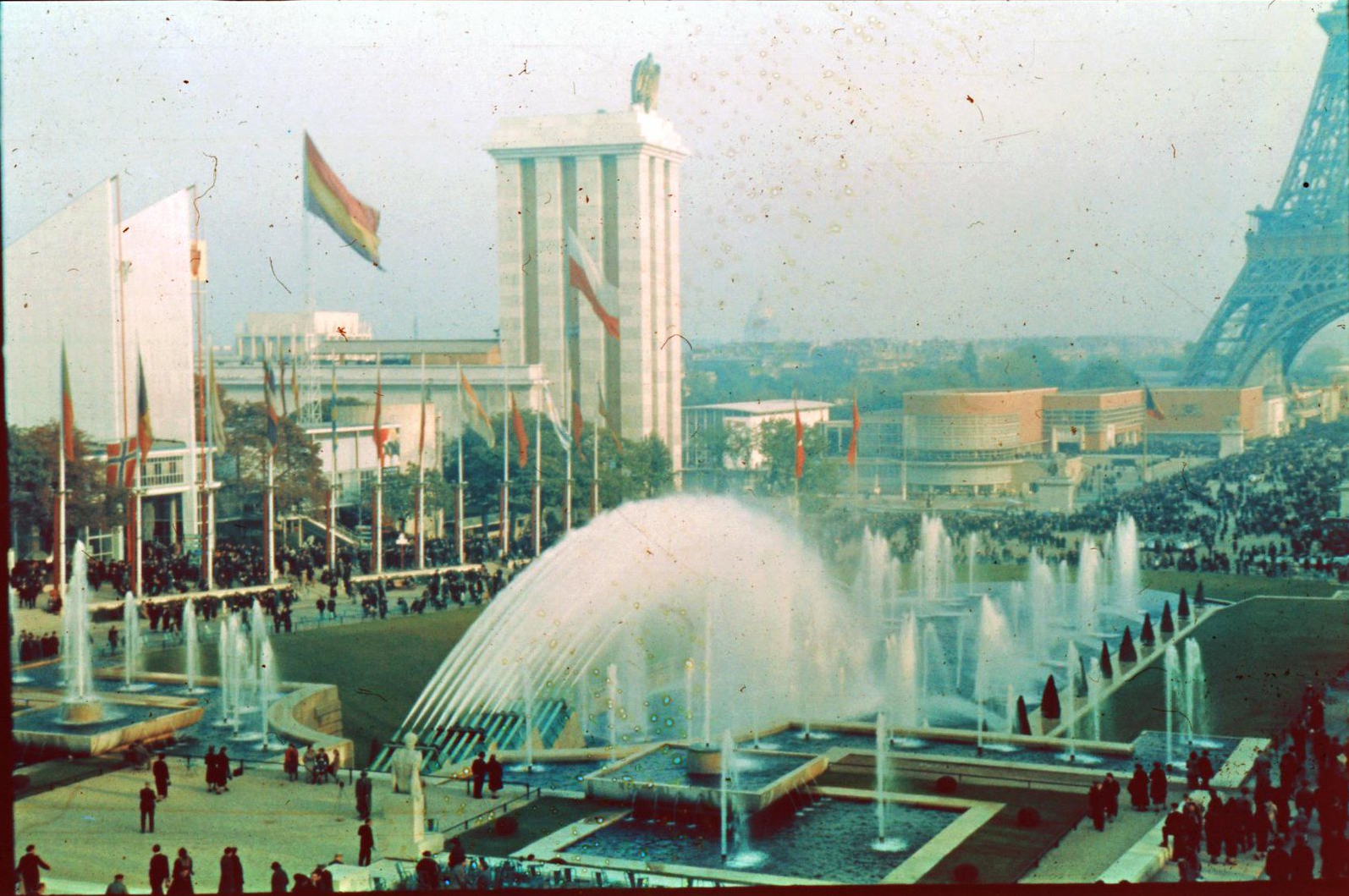
1937년 파리 엑스포 당시 이에나 다리
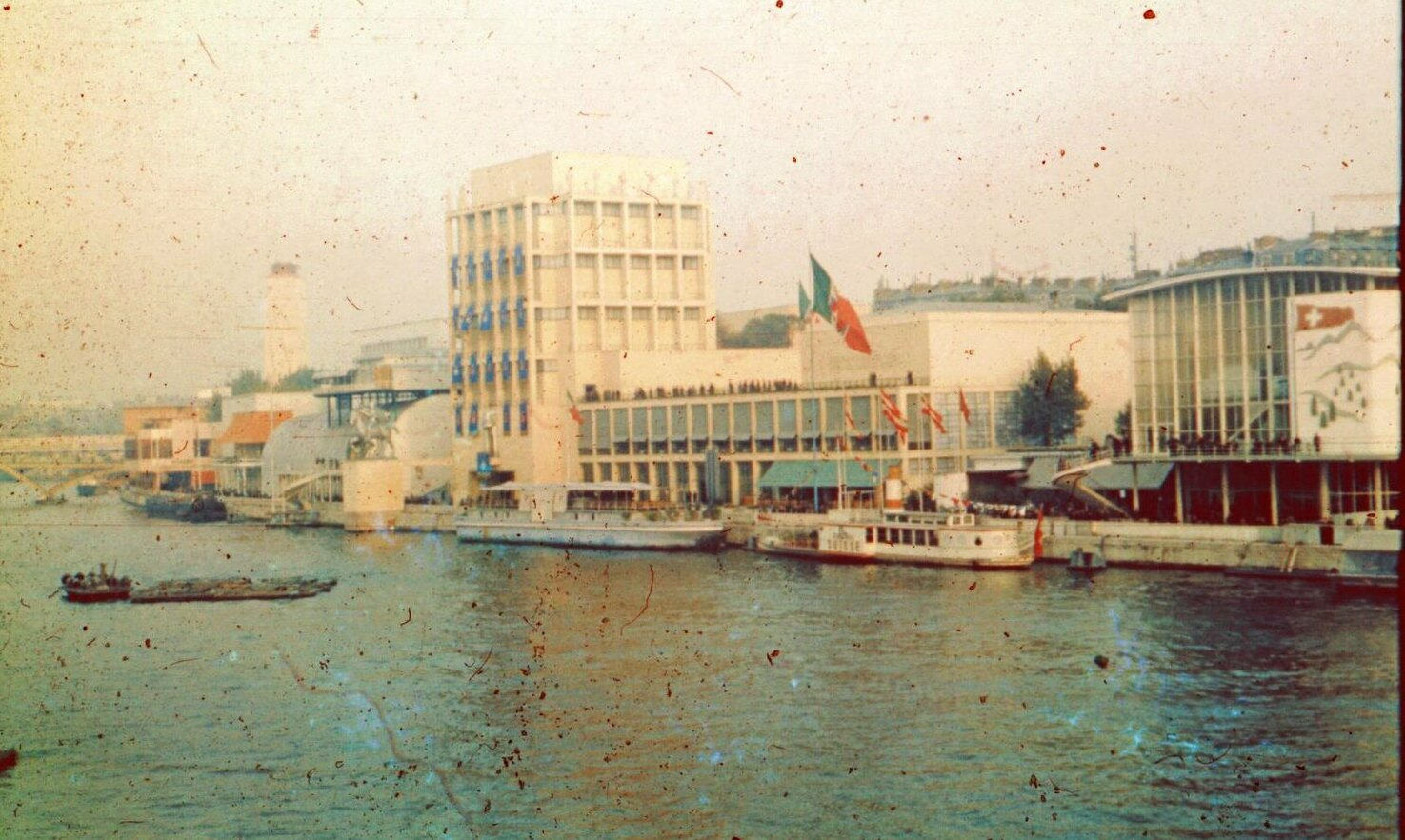
1937년 파리 엑스포 당시 이에나 다리에서 바라 본 파리 시내
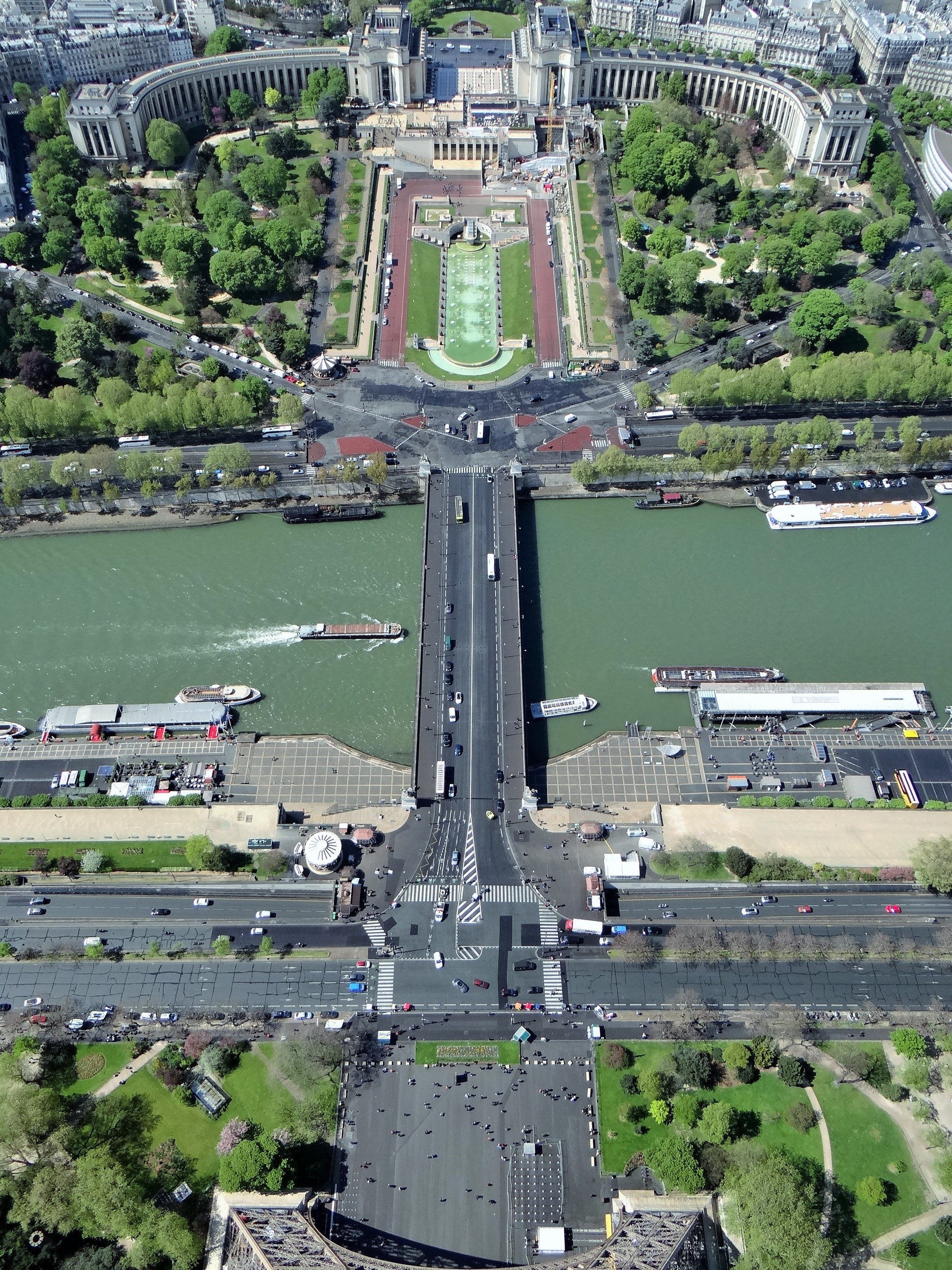
트로카데로 정원과 에펠탑을 잇는 이에나 다리